# Beziehungen zwischen den Cookinseln und Osttimor
Die Beziehungen zwischen den Cookinseln und Osttimor beschreiben das zwischenstaatliche Verhältnis der Cookinseln und Osttimor. 

## Geschichte
Osttimor ist zwar Teil Asiens, hat aber auch Ethnien, die Papuasprachen sprechen, weshalb es auch Beziehungen zur pazifischen Welt pflegt. Als Beobachter nahm Osttimor im Juli 2002 am dritten Gipfel der AKP-Staaten und seit August 2002 an den jährlichen Treffen der Staats- und Regierungschefs des Pacific Islands Forum teil. 2016 trat das Land dem Pacific Islands Development Forum bei.

## Diplomatie
Diplomatische Beziehungen zwischen den beiden Ländern wurden am 17. August 2002 aufgenommen.
Der Botschafter Osttimors im neuseeländischen Wellington ist auch für die Cookinseln zuständig.

## Wirtschaft
Für 2018 gibt das Statistische Amt Osttimors keine Handelsbeziehungen zwischen den Cookinseln und Osttimor an.